# Xã Carlos, Quận Douglas, Minnesota
Xã Carlos (tiếng Anh: Carlos Township) là một xã thuộc quận Douglas, tiểu bang Minnesota, Hoa Kỳ. Năm 2010, dân số của xã này là 2.048 người.